# In Erpresserhänden
In Erpresserhänden (englisch The Whispered Name ‚Der geflüsterte Name‘) ist ein US-amerikanisches Stummfilmdrama von King Baggot mit Ruth Clifford und Charles Clary in den Hauptrollen. Universal Pictures drehte den Film September bis Ende Oktober 1923 in Universal City nach dem Bühnenstück The Co-Respondent von Rita Weiman und Alice Leal Pollock. Die Premiere fand am 21. Januar 1924 statt. 1925 kam er in Österreich in die Kinos. Da keine Kopien der fünf Filmrollen existieren, gilt der Film als verschollen.

## Handlung
Der Millionär Langdon Van Kreel wird von seiner Frau Marcia auf Betreiben ihres Anwalts Craig Stephenson, der mit ihr geschlafen hat, auf Scheidung verklagt. Sie setzen Detektive auf Langdon an. In der Zwischenzeit brennt die junge Anne Gray mit dem Taugenichts Robert Gordon durch, der sie jedoch nur ausnutzen will. Sie kommen in Van Kreels Hotel an, wo er Gordons Pläne entdeckt, eingreift und die junge Frau in seine Obhut nimmt. Die Detektive, die vermuten, dass es sich um ein heimliches Treffen handelt, machen ein Foto der beiden. Anne flieht alarmiert, wobei weder sie Langdons Namen kennt, noch er ihren.
Anne erhält eine Stelle bei einer ultrakonservativen Zeitschrift, die von John Manning, dem Sohn ihres Gründers, herausgegeben wird. Dessen stellvertretender Chefredakteur Fred Galvin ist heimlicher Eigentümer des Tattle Tale, einer wöchentlichen Skandalzeitung. Galvin beobachtet die Scheidung der Van Kreels gespannt und wittert Erpressung. In der Zwischenzeit verlieben sich Anne und Manning ineinander. Fred erfährt, dass Anne die junge Frau war, die mit Langdon im Hotel gesehen wurde, und schickt sie zu Marcia Van Kreels Haus, um sie zu verhören. Dabei teilt er ihr heimlich mit, wer Anne ist. Marcia denunziert sie, doch Langdon kommt hinzu und besteht darauf, dass das Mädchen unschuldig ist. Anne ruft Fred Galvin an und bittet ihn, sie zu entlasten, woraufhin er sie verspottet. John, der das mithört, verprügelt Fred, der gesteht, dass er für die Skandalzeitung verantwortlich ist, und zugibt, dass es sich um eine Erpressung handelt. Er gibt auch zu, dass er und Craig Scheidungsfälle bearbeiten und dann die Skandalzeitung nutzen, um aus Angst vor einem öffentlichen Skandal Schweigegeld zu fordern. John Manning kann den Erpresserring zerschlagen und mit Anne seine Zukunft planen.